# Калиев сулфат
Калиевият сулфат е химично съединение, с формула К2SO4. Получава се при реакцията на калиев хидроксид и сярна киселина.
2 KOH + H2SO4 = K2SO4 + 2 H2O.
Относителната молекулна маса на калиевия сулфат е 174. Притежава голяма разтворимост във вода и намира широко приложение в земеделската практика като минерален тор. На външен вид той е бяло вещество на гранули или стрито на прах.<ref>https://sembodja.bg/produkt/%D0%BA%D0%B0%D0%BB%D0%B8%D0%B5%D0%B2-%D1%81%D1%83%D0%BB%D1%84%D0%B0%D1%82-%D0%B3%D1%80%D0%B0%D0%BD%D1%83%D0%BB%D0%B8%D1%80%D0%B0%D0%BD/>/ref>